# MH vitéz Bertalan Árpád 1. Különleges Műveleti Dandár
A Magyar Honvédség vitéz Bertalan Árpád 1. Különleges Műveleti Dandár a Magyar Honvédség Szolnokon állomásozó különleges alakulata.

## Története
Az alakulat jogelődje az 1939. október 1-jén megalakult Magyar Királyi vitéz Bertalan Árpád I. Honvéd Ejtőernyős Zászlóalj. A zászlóalj első és egyben utolsó ejtőernyős bevetését 1941. április 12-én hajtotta végre. A zászlóalj a háború további időszakában mint gyalogos alegység harcolt, majd a háború végén felszámolták.
Az alakulat 2016. január 1-jén jött létre az MH 34. Bercsényi László Különleges Műveleti Zászlóalj és az MH 88. Könnyű Vegyes Zászlóalj összevonásával. Mivel az utóbbi alakulat 1993-ban vált ki az akkori 34. Felderítő Zászlóalj kötelékéből, történetük szorosan összefonódott. A kiválást követően is szoros kapocs fűzte őket egymáshoz, ami a közös szolnoki elhelyezés miatt is érthető volt. A szétválástól függetlenül egy sor párhuzamosság is megmaradt; pl. a szervezeti struktúra, az ejtőernyős- és búvárképesség integrálása, a különleges fegyverzet, valamint eljárási módok.
A megváltozott világ problémái – úgymint az aszimmetrikus háborúk, a nemzetközi terrorizmus, a tömeges illegális migráció okozta válság – létjogosultságot teremtettek egy gyorsan reagálni képes, korszerű, különleges fegyverzettel felszerelt katonai szervezet felállítására. Az alakulat mintáját az Egyesült Államok Hadseregének Különleges Ereje adta.
2017. szeptember 1-jén az ezredet dandárrá minősítették át.
A haderő-átszervezés következtében 2023. január 1-jétől új nevet és hadrendi számot visel: MH vitéz Bertalan Árpád 1. Különleges Műveleti Dandár.